# Lưu Hưng (Trung Sơn vương)
Lưu Hưng (chữ Hán: 劉興; ? - 8 TCN), thụy hiệu Trung Sơn Hiếu vương (中山孝王), là một hoàng tử nhà Hán, Chư hầu Vương thứ 8 của nước Trung Sơn, một trong những quốc gia chư hầu nhà Tây Hán trong lịch sử Trung Quốc

## Tiểu sử
Lưu Hưng là con trai thứ ba của Hán Nguyên Đế Lưu Thích, mẫu thân ông là Chiêu nghi Phùng Viện, người rất nổi tiếng với việc chắn gấu cứu Hán Nguyên Đế.
Năm Kiến Chiêu thứ hai (37 TCN), tháng 6, Lưu Hưng được Hán Nguyên Đế phong làm Tín Đô vương (信都王). Sang năm Dương Sóc thứ hai (23 TCN), vua anh Thành Đế đổi phong cho ông làm Trung Sơn vương (中山王), nay là khu vực Thái Hành Sơn, tỉnh Hà Bắc (Trung Quốc). Mẹ ông là Phùng Chiêu nghi trở thành Trung Sơn Vương thái hậu. Sau đó, ông kết hôn với cháu của Phùng Thái hậu là Phùng Biện.
Khi ấy Hán Thành Đế tuyệt tự, nên muốn tìm một trong số các Chư hầu vương để lập tự. Trong số các tước vị ấy, chỉ có Trung Sơn vương cùng Định Đào vương - hai vị Chư hầu Vương đều là con của Hán Nguyên Đế, thứ cận Hán Thành Đế, do đó là hai nhân tuyển thích hợp nhất. Ngự sử đại phu Khổng Quang lấy cái lẽ "Huynh chung đệ cập", đề nghị lập Trung Sơn vương kế vị. Lúc đó, con trai thứ hai của Nguyên Đế là Định Đào Cung vương Lưu Khang đã chết, con là Lưu Hân nối tước. 
Bà nội của Lưu Hân là Phó Thái hậu vốn có quan hệ tốt với Hoàng hậu Triệu Phi Yến cùng Triệu Chiêu nghi của Hán Thành Đế, do đó Lưu Hân càng có hi vọng giành ngôi Hoàng thái tử. Sau một lần vào triều kiến Hán Thành Đế mà không giữ đúng lễ nghi chư hầu, Trung Sơn vương Lưu Hưng bị chê là bất tài và không còn được Hán Thành Đế để ý nữa. Ngoại thích Vương thị cùng Triệu Chiêu nghi lại ra sức nói giúp cho Lưu Hân, cuối cùng Lưu Hân trở thành Hoàng thái tử. Tuy nhiên, Hán Thành Đế cũng tăng thực ấp cho Lưu Hưng lên 10.000 hộ và phong cho cậu ông là Phùng Tham làm Nghi Hương hầu. Khi Hán Thành Đế qua đời, Lưu Hân kế vị, tức Hán Ai Đế.
Năm Tuy Hòa nguyên niên (8 TCN), tháng 8, Trung Sơn vương Lưu Hưng mất. Ông làm Tín Đô vương 14 năm, Trung Sơn vương 15 năm, không rõ bao nhiêu tuổi, được ban thụy là Hiếu (孝). Con ông là Lưu Cơ Tử tập tước. Vào lúc Hán Ai Đế băng hà, không có con nối dõi, Lưu Cơ Tử được được làm người thừa kế Đế vị, tức Hán Bình Đế. Thái hoàng thái hậu Vương Chính Quân phong cho cháu nội của Đông Bình vương Lưu Tôn là Lưu Thành Đô làm Trung Sơn vương để kế tục Trung Sơn quốc.

## Gia đình
- Cha: Hán Nguyên Đế Lưu Thích.
- Mẹ: Trung Sơn Vương thái hậu Phùng Viện.
- Thê thiếp:

1. Phùng Biện (冯弁), cháu của Phùng Thái hậu, bị liên lụy trong vụ án ấy nên bị phế.
2. Vệ Cơ (衛姬), sau khi Phùng Biện bị phế, kế vị Vương hậu của Trung Sơn quốc.

- Hậu duệ:

1. Hán Bình Đế Lưu Cơ Tử [劉箕子], sau đổi thành Lưu Khản [劉衎], mẹ Vệ Cơ. Con trai duy nhất.
2. Lưu Bì [劉皮], tước Thừa Lễ quân (承禮君).
3. Lưu Yết Thần [劉謁臣], tước Tu Nghĩa quân (修義君).
4. Lưu Cách Tử [劉鬲子], tước Tôn Đức quân (尊德君).
5. Hai con gái, do Phùng Biện sinh ra.